# Tigist Gashaw
Tigist Gashaw (Etiopía, 25 de diciembre de 1996) es una atleta etíope especializada en la prueba de 1500 m, en la que consiguió ser campeona mundial juvenil en 2013.

## Carrera deportiva
En el Campeonato Mundial Juvenil de Atletismo de 2013 ganó la medalla de oro en los 1500 metros, con un tiempo de 4:14.25 segundos, por delante de su paisana etíope Dawit Seyaum y la estadounidense Alexa Efraimson.